# Kolomenskaja
Kolomenskaja (Russisch: Коломенская) is een station aan de Zamoskvoretskaja-lijn van de Moskouse metro. Het station dankt zijn naam aan het nabijgelegen Kolomenskoje een historische plaats die iets ten zuiden van het station op een heuvel aan de Moskva te vinden is. De aanleg vond plaats in combinatie met de metrobrug van Nagatinski, beide onderdeel van de ZiL-verlenging die tussen 1965 en 1969 werd gebouwd. Het station is een standaard ontwerp voor ondiepgelegen stations in de voor de jaren 60 en 70 typerende badkamerstijl.  